# Beskyddare
Beskyddare är en hederstitel i många organisationer, ofta sådana som sysslar med välgörande arbete. Vissa av dessa organisationer har en statschef eller en kunglighet som beskyddare.
Ett exempel är det kungliga beskyddarskapet, som de  kungliga akademierna i Sverige har. Då står antingen kungen eller annan medlem ur kungahuset som beskyddare, vilket beskrivs som att "den kungliga personen främjar föreningens, institutionens eller organisationens verksamhet" genom att "ge vikt och status åt verksamheten genom att öka uppmärksamheten och medvetenheten kring organisationen och dess arbete."